# Atasport
HC Atasport is een hockeyclub uit Azerbeidzjan in de hoofdstad Bakoe.
De club heeft een uiterst succesvolle vrouwenafdeling die recordkampioen van het land is. De club won de Europacup I (voor B-landen) in 2004. Hierdoor promoveert Azerbeidzjan naar het A-niveau. Aan de Europacup I 2005 nam Atasport wederom als landskampioen deel namens Azerbeidzjan. Het haalde meteen de finale, waarin echter werd verloren van het Nederlandse HC 's-Hertogenbosch. Atasport is dankzij de vele landskampioenschappen vrijwel altijd aanwezig op de Europacup I toernooien.